# Radiotoxicitat
La radiotoxicitat o toxicitat nuclear és la toxicitat potencial de qualsevol tipus de material radioactiu a causa de la seva absorció, inhalació o ingestió. La radiotoxicitat mesura la potencial nocivitat a la salut per part d'un radionúclid, i depèn de diversos factors, entre els quals es troben el tipus de radiació (alfa, beta o gamma), com s'absorbeix el núclid dins l'organisme i el temps que aquest pot romandre dins del cos humà.
Tots els organismes vius estan més o menys exposats a la radioactivitat natural atmosfèrica provinent dels raigs còsmics i, en major mesura, dels núclids de les cadenes radioactives presents de manera natural a l'escorça terrestre, principalment dels procedents de la cadena del radó, ja que part dels núclids radioactius gasosos d'aquesta cadena aconsegueixen escapar del terra i passen a l'aire de manera continuada. Aquest procés és més intens quan hi ha petites partícules sòlides a l'aire (aerosols), procedents de fums del tabac, de la combustió de combustibles fòssils, etc., ja que els núclids tenen tendència a "enganxar-se" a elles.
Tanmateix, els humans i altres éssers vius es troben també exposats a radiacions produïdes per l'activitat humana, es tracta d'una radioactivitat idèntica però que, sumada a la ja existent, fa que el total sigui major, tant que pot assolir valors nocius per a qualsevol organisme, que no està preparat per a suportar-ho. Aquesta radioactivitat artificial a la que ens podem exposar pot ser externa, com els raigs x d'una prova mèdica, o interna, com la inhalació de fum de tabac o la ingestió o introducció de radionúclids per a ajudar els metges a fer certs diagnòstics o per a tractar algunes malalties.

## Efectes biològics

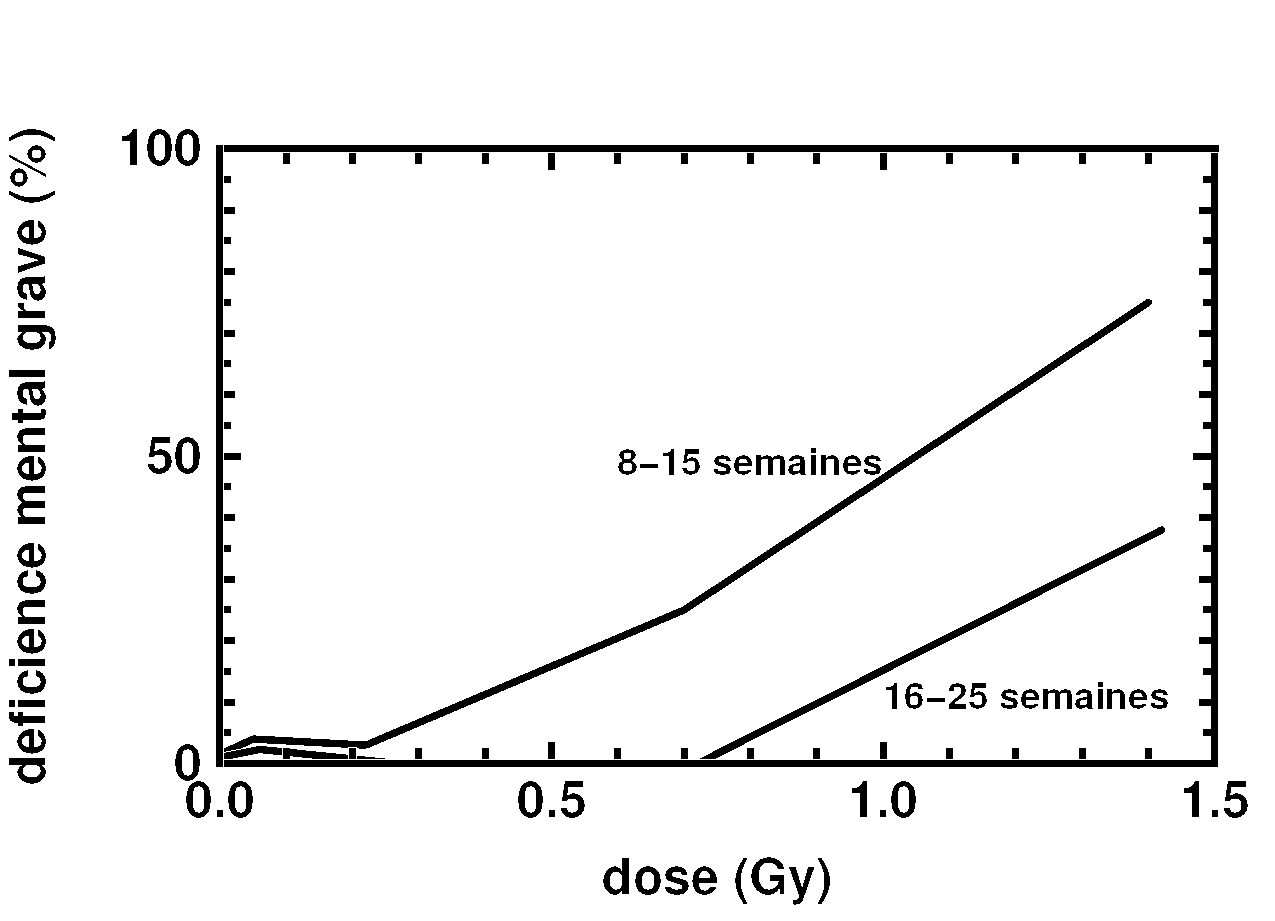
Proporció de deficiència mental greu d'un nadó en néixer si essent fetus ha estat exposat una vegada a radiacions ionitzants prou elevades com per a considerar-se radiotòxiques. La proporció és major si l'exposició va ocórrer en les primeres setmanes de vida del fetus.

Els radionúclids, per la seva natura radioactiva, són tòxics per als humans i altres éssers vius quan entren en contacte amb l'organisme, sigui per contacte o, molt més intensament, quan entren a l'interior per inhalació, ingestió o altres medis (injecció a la sang, etc.). Poden provocar cremades; la mort de teixits i cèl·lules (per exemple, la radioteràpia mata les cèl·lules localitzades en una zona determinada, on per exemple pugui haver un tumor, o menys localitzada però basant-se en el principi que moriran abans les més febles, suposant que aquestes són les malaltes); o mutacions a nivell cel·lular d'una persona adulta, cosa que a la llarga pot donar lloc a malalties i especialment càncers; mutacions a un fetus, que poden provocar-li greus malalties i malformacions, que poden dur-lo a la mort abans o després de néixer; malalties causades per altres motius, com per exemple inflamació dels alvèols pulmonars; i, en dosis elevades, poden provocar directament la mort.
La radioactivitat alfa, composta per nuclis formats per dos protons i dos neutrons, és la menys penetrant i amb un abast a l'aire, o qualsevol altre medi, menor. Però és també la més perillosa i la que es considera culpable de més casos de càncer, ja que allibera la seva energia molt ràpidament i de manera molt localitzada. Pot penetrar a la pell i teixits humans a una distància de l'ordre d'una dècima de mil·límetre, sense produir cremades. Es considera que és menys nociva al contacte exterior, en quantitats prou febles, però en canvi pot entrar al cos humà per inhalació i sobretot per ingestió, per exemple d'aigua o aliments contaminats. Té capacitat per a modificar l'ADN d'una cèl·lula podent provocar-hi una mutació. La seva capacitat per a destruir enllaços químics és molt inferior a la de la radioactivitat gamma però així i tot la radiació alfa és vint vegades més tòxica que la gamma.
La radioactivitat beta, composta per electrons, té un abast major a l'alfa, podent penetrar uns quants mil·límetres a la pell i altres teixits humans. Allibera molta energia de forma molt local, encara que una mica menys que la radioactivitat alfa, cosa que pot comportar la destrucció local de cèl·lules o parts de teixits exposats, i pot produir cremades. Les cremades a la pell i als músculs poden exposar a aquesta radiació i altres a òrgans més sensibles. Com les altres radiacions ionitzants, també té capacitat per a modificar l'ADN d'una cèl·lula podent provocar-hi una mutació i, si això ocorre amb massa freqüència, pot afavorir l'aparició de càncer. La seva capacitat per a destruir enllaços químics és molt inferior a la de la radioactivitat gamma, cosa que la fa menys perillosa que aquesta.
La radioactivitat gamma, composta per fotons, és una radiació electromagnètica més energètica que els raigs x. Aquest tipus de radioactivitat es presenta sempre acompanyada de radioactivitat alfa o beta i és la més penetrant de les tres, ja que pot penetrar fins a vint-i-cinc centímetres dins del teixit humà. Té una elevada capacitat per a destruir enllaços químics, molt superior a la d'altres radiacions, a més de per a modificar l'ADN d'una cèl·lula, podent causar-hi danys importants al nucli. Si la radioactivitat alfa es pot considerar la més perillosa per fer augmentar el risc de càncer, la gamma ho és pels seus efectes immediats, molt agressius. Ataca fortament els teixits externs i interns provocant intenses cremades i cicatrius, a més dels efectes a mitjà i llarg termini propis de la radioactivitat en general.

## Graus de radiotoxicitat

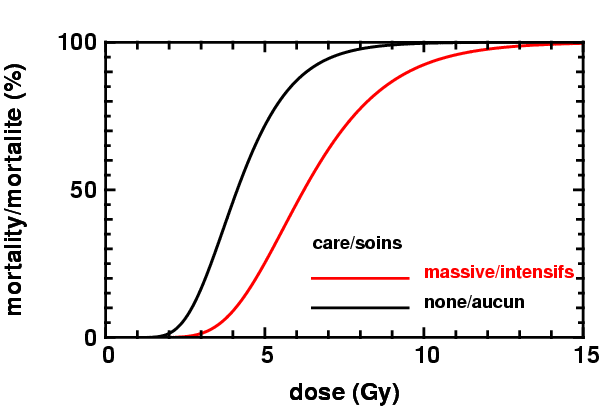
Mortalitat en funció de la quantitat de radiació absorbida, amb cures intensives o sense

Els efectes de la radiotoxicitat són majors com més temps l'organisme estigui exposat a aquesta, per com ho estigui, si és per inhalació, per contacte, etc., cosa que també afecta quins òrgans són més afectats i com, quantes vegades o amb quina freqüència, les circumstàncies individuals de l'organisme, com per exemple la seva edat, i les particularitats del núclid, i molt especialment el tipus de radioactivitat que emet.
En general es considera que els efectes de les emissions majors, la radioactivitat alfa, afecta de manera molt més local però més intensament; mentre que la radioactivitat gamma té un efecte molt més ampli en extensió però també més "difuminat". La radiació beta es trobaria entre les dues.
A l'Estat espanyol, l'apèndix V del Reglament sobre instal·lacions nuclears i radioactives agrupa i classifica de forma simplificada el grau de toxicitat de cada una d'elles; bàsicament en fa quatre grups, que són els de radiotoxicitat molt alta, els d'alta, els de moderada i els de baixa radiotoxicitat.

## Exemples de radiotoxicitat i impacte biològic

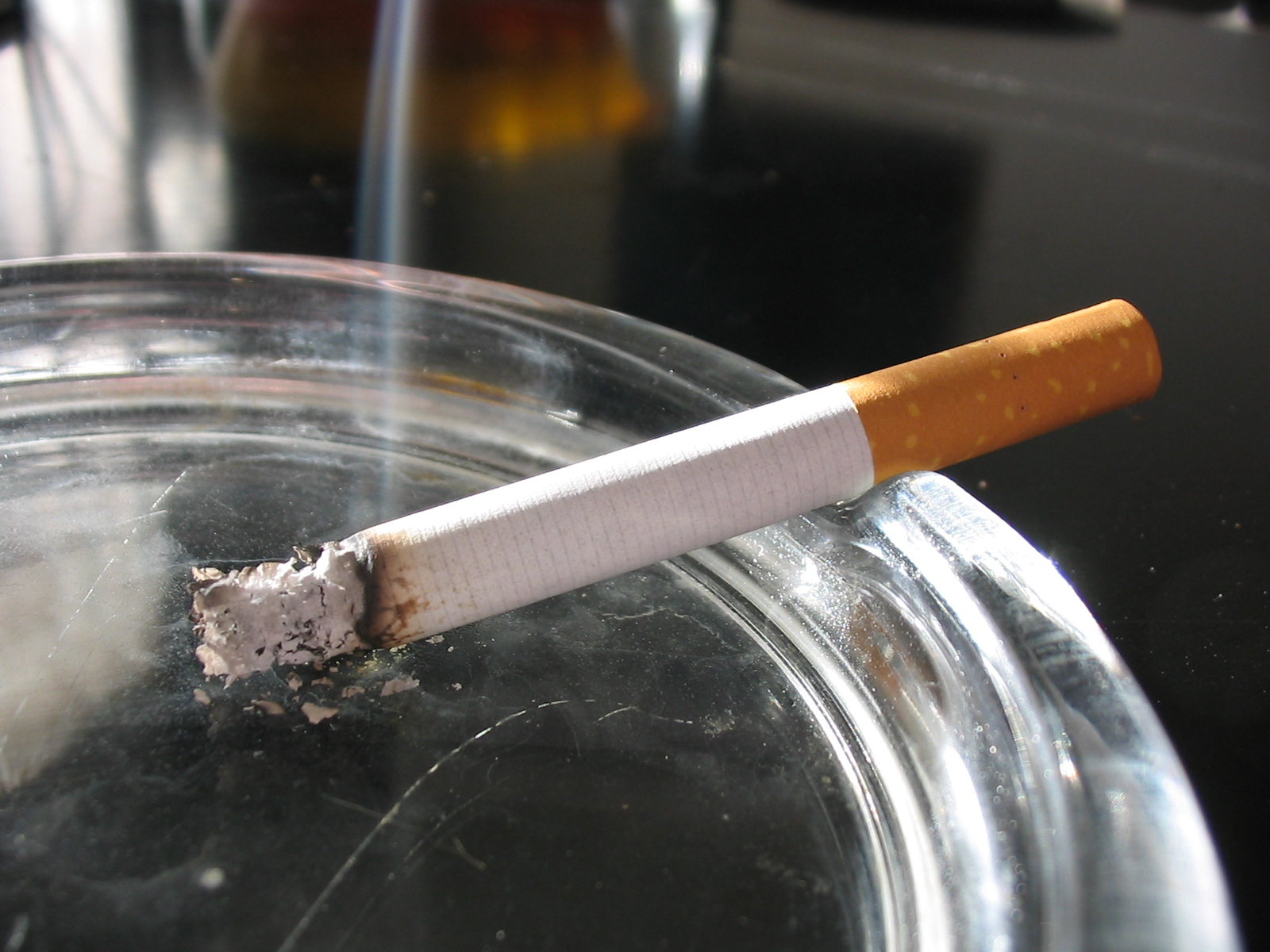
Fumant poloni radioactiu

Pel que fa a la natura del radionúclid, la seva radiotoxicitat depèn de la seva activitat radioactiva, que és més forta com menor sigui l'estabilitat i, per tant, el període de semidesintegració d'aquest. La radiotoxicitat dels radionúclids és molt variable, poden assolir fins a vuit ordres de magnitud diferents. Noteu que, per a una mateixa quantitat de material radioactiu, el poloni-240, molt present a l'aire (i a l'escorça terrestre) per la radioactivitat natural, té una radiotoxicitat de l'ordre d'un milió de vegades més forta que la de l'urani.
Per a conèixer com afecta la radiotoxicitat a la biologia d'un organisme cal tenir en compte altres factors biològics, com per exemple com s'absorbeix el núclid. Això s'estudia a una disciplina anomenada dosimetria de les radiacions, que estudia, entre altres coses, les dosis equivalents i les dosis absorbides de cada tipus de radiació ionitzant pels éssers vius. Un altre concepte que es pot fer servir és el de factor de dosi d'un radionúclid, que indica l'impacte biològic d'aquest núclid quan és introduït en un organisme per ingestió.
La taula a continuació mostra alguns exemples de radionúclids i la seva radiotoxicitat:
| Radionúclid | Temps de semidesintegració* (anys) | Activitat (Bq/g) | Factor de dosi (Sv/Bq) | Radiotoxicitat (Sv/g) |
| ----------- | ---------------------------------- | ---------------- | ---------------------- | --------------------- |
| Am-241      | 4,32·10²                           | 1,27·1011        | 2,00·10-7              | 25.389,03             |
| Pu-240      | 6,57·103                           | 8,39·10⁹         | 2,50·10-7              | 2.096,754             |
| Am-243      | 7,38·103                           | 7,37·10⁹         | 2,00·10-7              | 1.474,638             |
| Cm-245      | 8,50·103                           | 6,35·10⁹         | 2,10·10-7              | 1.333,375             |
| Pu-239      | 2,41·104                           | 2,29·10⁹         | 2,50·10-7              | 573,457               |
| Pu-242      | 3,70·10⁵                           | 1,48·108         | 2,40·10-7              | 35,442                |
| Np-237      | 2,14·10⁶                           | 2,61·107         | 1,10·10-7              | 2,868                 |
| U-235       | 7,04·108                           | 7,99·104         | 4,70·10-8              | 0,004                 |
| U-238       | 4,47·10⁹                           | 1,24·104         | 4,70·10-8              | 0,001                 |

* Temps que ha de passar perquè la radioactivitat de la mostra sigui la meitat de la inicial

## Radiotoxicitat de les centrals nuclears

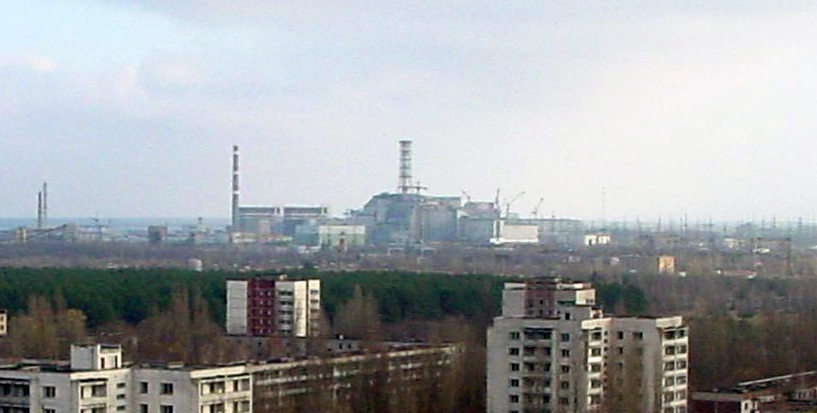
Radiotoxicitat a una població produïda per un accident a una central nuclear

En el cas particular dels reactors nuclears de les centrals i del seu combustible, encara que ja estigui usat i sigui per tant un residu, a més d'altres aplicacions no bèl·liques ni militars, la radiotoxicitat produïda, fins i tot a les més modernes, és molt elevada. Per exemple, l'amplificador d'energia de Carlos Rubbia no es considera que pugui tenir una radiotoxicitat acceptable fins després de cinc-cents anys un cop s'hagi aturat.
Per definició es considera que la radiotoxicitat d'una central nuclear és tolerable pels humans quan aquesta és igual a la d'una central tèrmica de carbó, però a la radiotoxicitat dels reactors de fissió de qualsevol del tipus existents i dels seus residus radioactius, principalment el combustible nuclear gastat, és molt superior, i ho seguirà sent fins a deu mil anys després que s'aturin.

## Estrès radioactiu

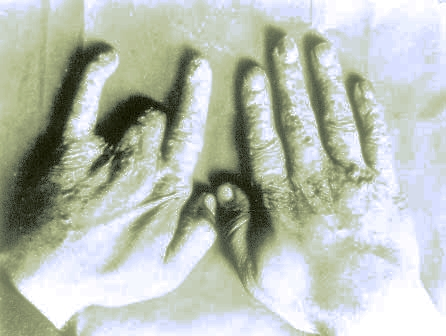
Necrosi d'un radiòleg a començaments del, a causa de la manipulació quotidiana de radiografies sense proteccions

S'anomena estrès radioactiu el fet que un organisme rebi de manera continuada dosis de radiacions que per elles mateixes, a curt terme, no es consideren nocives, però que a llarg termini i per la seva acumulació acaben exercint efectes que poden ser tant o més nocius que una sola exposició curta i més intensa. Se sap per exemple que estan més exposades a les radiacions les persones que viatgen quotidianament en avió i les que treballen en mines, les quals tendeixen amb el temps a patir un càncer de pulmó conegut com a "càncer del miner", sobretot si a més són fumadores.
Cal tenir en compte que, a més, les substàncies radioactives solen ser metalls pesants (per exemple, a la natura solen ser núclids del poloni), que ja sense tenir en compte la radioactivitat són nocius per a l'organisme si entren a ell, per inhalació o ingestió, per exemple. És a dir, que la radiotoxicitat sovint va acompanyada de manera inherent amb la toxicitat química. Aquests dos tipus de toxicitat interaccionen entre elles fent que els seus efectes siguin majors que els de la suma de totes dues per separat.
L'estrès radioactiu combinat amb el químic dels elements radioactius interfereix a diversos processos fonamentals dels éssers vius, com el metabolisme, la diferenciació cel·lular, la reproducció, etc. i poden ser font de mutacions, càncers i altres problemes que poden afectar la vida cel·lular, individual o fins i tot d'una comunitat.

## Reglamentació

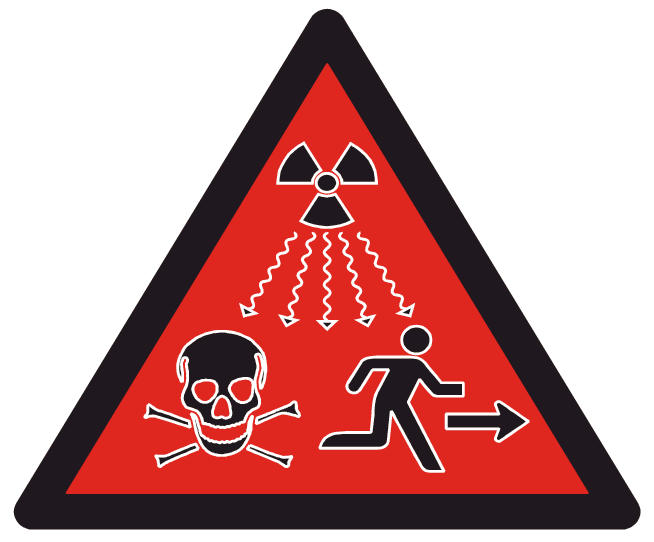
Senyal que avisa de perill de radiotoxicitat

A Espanya la radiotoxicitat dels núclids presents als diferents elements de les centrals nuclears i altres tipus d'instal·lacions està reglamentada al Reial Decret 1836/1999, de 3 de desembre, publicat al BOE, i al Reial Decret 35/2008, de 18 de gener, també al BOE, on consten algunes modificacions respecte a l'anterior que es van fer posteriorment. Concretament a l'annex V del primer és on s'agrupen segons es considerin de radioactivitat molt forta, forta, moderada o feble. La mateixa categorització es fa a l'Estat Francès, que la fa constar seu decret 66.450, del 20 de juny de 1966, a l'annex II.
Pel que fa a la radiotoxicitat provocada voluntàriament amb fins militars, de repressió o com a part d'armament bèl·lic, la majoria de governs democràtics del món, a més de les Nacions Unides per mitjà de la Declaració Universal dels Drets Humans, estan posicionats en contra per motius d'ètica. Alguns Estats lluiten actualment per a prohibir les substàncies radiotòxiques dels arsenals militars a tot el món.